# Cytaeis imperialis
Cytaeis imperialis is een hydroïdpoliep uit de familie Cytaeididae. De poliep komt uit het geslacht Cytaeis. Cytaeis imperialis werd in 1964 voor het eerst wetenschappelijk beschreven door Uchida. 